# Pericnemis stictica
Pericnemis stictica là một loài chuồn chuồn kim trong họ Coenagrionidae.
Pericnemis stictica được Hagen và Selys miêu tả khoa học năm 1863.